# Kamil Gniadek
Kamil Gniadek (ur. 12 czerwca 1994 w Szczecinie) – polski zawodnik mieszanych sztuk walki (MMA) wagi półśredniej oraz zawodnik brazylijskiego jiu-jitsu (BJJ). W przeszłości zawodnik KSW oraz ACB (akutlanie ACA), aktualnie związany z organizacją FEN.

## Przeszłość sportowa
Gniadek jest medalistą wielu turniejów i zawodów brazylijskiego jiu-jitsu oraz grapplingowych na terenie Polski.

## Kariera MMA

### Debiut i rozkwit kariery
Swoją karierę rozpoczynał w szczecińskim klubie Linke Gold Team. W 2014 roku zmienił barwy klubowe na Berserker’s Team Poland. Kolejnym etapem kariery sportowej był rok 2018 i przeniesienie do Warszawy oraz rozpoczęcie współpracy z Robertem Joczem w klubie Berkut WCA Fight Team.
Karierę w zawodowym MMA rozpoczął wygranym pojedynkiem z Dawidem Górnowiczem, z którym wygrał przez TKO w drugiej rundzie. Pojedynek odbył się 2 grudnia 2011 w Debrznie na gali IFC – Tsunami Tournament 3.
Kolejne cztery walki stoczył w przeciągu 7 miesięcy. Wszystkie wygrywał w pierwszej rundzie (3 przez poddania oraz 1 przez TKO).
15 czerwca 2013 roku stoczył pojedynek z Arbim Szamajewem, walka w drugiej rundzie została w uznana za nieodbytą, z powodu wypadnięcia przeciwnika poza ring.
Pierwszą przegraną poniósł 31 sierpnia 2013 roku w szkockim mieście Aberdeen. Jednogłośną decyzją sędziów po trzech rundach zwycięzcą został Artem Lobov (były zawodnik UFC).
Drugą przegraną była walka o pas mistrzowski z niepokonanym Łukaszem Sajewskim na gali Gladiator Arena 5.
7 czerwca 2014 roku podczas turnieju Arena Gladiatorów 6 wygrał dwie walki, m.in. na pełnym dystansie decyzją jednogłośną pokonał Piotra Niedzielskiego oraz w następnej walce poddał duszeniem zza pleców Alana Langera, zdobywając tym samym pierwszy finansowy bonus za  oraz możliwość zawalczenia w Federacji KSW.

### KSW i MMA Meets Wild West
W Konfrontacji Sztuk Walki stoczył dwie walki, przegraną z Jakubem Kowalewiczem (KSW 28) oraz remisową z Mateuszem Zawadzkim (KSW 30).
Na niemieckiej gali MMA Meets Wild West odbywającej się w Templinie 9 kwietnia 2016 skrzyżował rękawice z Alexandrem Vogtem. Pojedynek wygrał poddając Niemca dźwignia na staw łokciowy w trzeciej rundzie.

### Współpraca z FEN i walka dla ACB
W tym samym roku dołączył do Fight Exclusive Night, gdzie 13 sierpnia na FEN 13: Summer Edition zmusił do poddania Klemensa Ewalda w drugiej odsłonie rundowej, po tym jak zaszedł rywalowi za plecy i zacisnął mu ciasne duszenie z tej pozycji.
Pięć miesięcy później (14 stycznia 2017) podczas gali FEN 15: Final Strike zwyciężył ponownie poddaniem, jednak tym razem skrętówką skończył w pierwszej rundzie doświadczonego Francuza, Vincenta del Guerra. Efektowna wygrana przyczyniła się Gniadkowi do otrzymania bonusu finansowego za poddanie wieczoru.
Na następnej numerowanej gali FEN 16: Warsaw Reloaded, która odbyła się 11 marca 2017 pokonał na pełnym dystansie werdyktem jednogłośnym Łukasza Stanka.
W lipcu jeszcze tego samego roku zadebiutował w rosyjskiej Federacji Absolute Championship Berkut, gdzie wystąpił w konfrontacji z Litwinem, Mindaugasem Verzbickasem podczas gali ACB 63. Walkę przegrał w drugiej rundzie poprzez duszenie brabo.
Powrót do klatki FEN zaliczył 20 października 2018, wygrywając pojedynek z Jackiem Jędraszczykiem, którego technicznie znokautował w pierwszej rundzie. Po gali został nagrodzony bonusem w kategorii Nokaut wieczoru.
16 marca 2019 stoczył pojedynek o pas mistrzowski wagi półśredniej FEN z Andrzejem Grzebykiem. Pojedynek przegrał w trzeciej rundzie przez TKO. W styczniu 2020 walka została doceniona statuetką Herakles w kategorii Walka roku 2019.
12 października 2019 przegrał ponownie przez techniczny nokaut w trzeciej rundzie, jednak tym razem z Szymonem Duszą. Mimo porażki organizacja postanowiła nagrodzić obu zawodników nagrodą bonusową za Walkę wieczoru gali.
18 stycznia 2020 podczas gali FEN 27 wygrał z Michałem Balcerczakiem, poprzez poddanie rywala trójkątem rękoma w pierwszej rundzie. Po gali został nagrodzony bonusem w kategorii Poddanie wieczoru.

### Konflikt z FEN
25 stycznia 2021 poinformował fanów, że zakończył współpracę z Fight Exclusive Night. Tego samego dnia prezes tej organizacji – Paweł Jóźwiak odpowiedział zawodnikowi w dyskusji słownej, że ten ma ważny kontrakt z FEN i nie będzie mógł zawalczyć dla innych federacji, póki kontrakt ten nie zostanie wypełniony. Gniadek miał odmienne zdanie i zaprosił prezesa do kontaktu ze swoim prawnikiem. Konflikt pomiędzy właścicielem drugiej najlepszej polskiej organizacji, a zawodnikiem narastał, m.in. Gniadek nie dostał zgody na walkę podczas gali KSW 60 w zastępstwie za kontuzjowanego Tomasza Jakubca. 24 kwietnia 2021 niemiecka federacja Elite MMA Championship ogłosiła na Instagramie, że podczas gali EMC 6 wystąpi Polak – Kamil Gniadek, w zestawieniu z Hiszpanem – Alexem Quilezem. Finalnie do walki nie doszło, a Gniadek został usunięty z rozpiski gali przez dalsze problemy kontraktowe z FEN'em

### Powrót do FEN
20 listopada 2022 federacja FEN ogłosiła walkę pomiędzy Gniadkiem, a Jackiem Bednorzem na grudniową galę FEN 43: Energa Fight Night w Szczecinie. Pomimo początkowych problemów, w drugiej rundzie pojedynku szybko zdobył sprowadzenie i wykorzystując nieuwagę Bednorza poddał go duszeniem trójkątnym.

## Osiągnięcia i wyróżnienia

### Mieszane sztuki walki
- 2014: Finalista turnieju Areny Berserkerów[33]
- 2020: Herakles w kategorii Walka roku z 2019 (z Andrzejem Grzebykiem)[22]

### Grappling
- 2010: I Miejsce w turnieju Mad Dog Cup, kat. junior -75kg[34]

- 2011: I Miejsce w I Pucharze Polski No Gi, kat. junior -71,49kg[35]
- 2011: I Miejsce w IX Pucharze Polski BJJ w Koninie, kat. junior -74kg[36]
- 2011: I Miejsce w II GTPOC, kat. junior -69kg[37]

- 2012: III Miejsce w turnieju Gold Team Open Polish Championship

- 2012: III Miejsce w IV Mistrzostwach Polski

- 2012: III Miejsce w VIII Mistrzostwach Polski
- 2012: III Miejsce w turnieju London Open, kat. dorośli -lekka[38]
- 2012: II Miejsce w Mistrzostwach Europy NO GI[39]

- 2017: II Miejsce w XIII Mistrzostwach Polski[40]

## Lista zawodowych walk MMA
| Wynik     | Bilans | Przeciwnik (bilans przed walką) | Rozstrzygnięcie                                          | Runda | Czas | Rozgrywki                           | Data       | Miejsce      | Uwagi                                                                            |
| --------- | ------ | ------------------------------- | -------------------------------------------------------- | ----- | ---- | ----------------------------------- | ---------- | ------------ | -------------------------------------------------------------------------------- |
| Wygrana   | 15-7-1 | Jacek Bednorz (8-7. 1 NC)       | Poddanie (duszenie trójkątne rękoma)                     | 2     | 0:35 | FEN 43: Energa Fight Night Szczecin | 16.12.2022 | Szczecin     |                                                                                  |
| Wygrana   | 14-7-1 | Michał Balcerczak (2-1)         | Poddanie (duszenie trójkątne rękoma)                     | 1     | 1:14 | FEN 27: Rębecki vs. Magomedov       | 18.01.2020 | Szczecin     | Bonus za poddanie wieczoru.                                                      |
| Przegrana | 13-7-1 | Szymon Dusza (7-4)              | TKO (latające kolano i łokcie)                           | 3     | 2:06 | FEN 26: The Greatness               | 12.10.2019 | Wrocław      | Bonus za walkę wieczoru.                                                         |
| Przegrana | 13-6-1 | Andrzej Grzebyk (14-3)          | TKO (ciosy pięściami)                                    | 3     | 3:04 | FEN 24: All or Nothing              | 16.03.2019 | Warszawa     | Pojedynek o mistrzostwo FEN w wadze półśredniej. Bonus za walkę wieczoru.        |
| Wygrana   | 13-5-1 | Jacek Jędraszczyk (5-1)         | TKO (ciosy pięściami)                                    | 1     | 2:51 | FEN 22: Poznań Fight Night          | 20.10.2018 | Poznań       | Bonus za nokaut wieczoru.                                                        |
| Przegrana | 12-5-1 | Mindaugas Veržbickas (14-4-2)   | Poddanie (duszenie brabo)                                | 2     | 1:02 | ACB 63: Celiński vs. Magalhaes      | 01.07.2017 | Gdańsk       | Debiut w ACB.                                                                    |
| Wygrana   | 12-4-1 | Łukasz Stanek (3-2)             | Decyzja (jednogłośna)                                    | 3     | 5:00 | FEN 16: Warsaw Reloaded             | 11.03.2017 | Warszawa     |                                                                                  |
| Wygrana   | 11-4-1 | Vincent del Guerra (24-17)      | Poddanie (dźwignia skrętowa na staw skokowy)             | 1     | 2:59 | FEN 15: Final Strike                | 14.01.2017 | Lubin        | Bonus za poddanie wieczoru.                                                      |
| Wygrana   | 10-4-1 | Klemens Ewald (4-1)             | Poddanie (duszenie zza pleców)                           | 2     | 4:23 | FEN 13: Summer Edition              | 13.08.2016 | Gdynia       | Debiut w FEN.                                                                    |
| Wygrana   | 9-4-1  | Alexander Vogt (8-3)            | Poddanie (dźwignia na staw łokciowy)                     | 3     | 1:22 | MMA Meets Wild West                 | 09.04.2016 | Templin      |                                                                                  |
| Przegrana | 8-4-1  | Aslambek Arsamikov (3-0)        | Decyzja (niejednogłośna)                                 | 3     | 5:00 | Arena Berserkerów 8                 | 10.10.2015 | Szczecin     |                                                                                  |
| Remis     | 8-3-1  | Mateusz Zawadzki (10-2-1)       | Remis (niejednogłośny)                                   | 3     | 5:00 | KSW 30: Genesis                     | 21.02.2015 | Poznań       |                                                                                  |
| Wygrana   | 8-3    | Jaroslav Poborský (23-35)       | Poddanie (duszenie trójkątne rękoma)                     | 1     | 2:44 | Fighting Zone – Cage Time 1         | 10.12.2014 | Praga        |                                                                                  |
| Przegrana | 7-3    | Jakub Kowalewicz (4-1)          | Decyzja (jednogłośna)                                    | 3     | 5:00 | KSW 28: Fighters' Den               | 04.10.2014 | Szczecin     | Finał turnieju Areny Berserkerów w wadze lekkiej. Debiut w KSW.                  |
| Wygrana   | 7-2    | Alan Langer (5-4)               | Poddanie (duszenie zza pleców)                           | 1     | 2:50 | Arena Berserkerów 6                 | 07.06.2014 | Police       | Półfinał turnieju Areny Berserkerów w wadze lekkiej. Bonus za poddanie wieczoru. |
| Wygrana   | 6-2    | Piotr Niedzielski (1-0)         | Decyzja (jednogłośna)                                    | 2     | 5:00 | Arena Berserkerów 6                 | 07.06.2014 | Police       | Ćwierćfinał turnieju Areny Berserkerów w wadze lekkiej.                          |
| Przegrana | 5-2    | Łukasz Sajewski (11-0)          | Decyzja (jednogłośna)                                    | 3     | 5:00 | Gladiator Arena 5                   | 14.12.2013 | Pyrzyce      |                                                                                  |
| Przegrana | 5-1    | Artem Lobov (7-6)               | Decyzja (jednogłośna)                                    | 3     | 5:00 | Immortals Fight Promotions 1        | 31.08.2013 | Aberdeen     |                                                                                  |
| Nieodbyta | 5-0    | Arbi Szamajew (4-1)             | No contest (rywal wypadł z ringu)                        | 2     | 0:24 | MMA Nokaut 1                        | 15.06.2013 | Stargard     |                                                                                  |
| Wygrana   | 5-0    | Mahomied Tulshajew (7-8)        | Poddanie (duszenie trójkątne nogami)                     | 1     | 3:19 | Soul FC – MMAster Finale            | 26.01.2013 | Zielona Góra |                                                                                  |
| Wygrana   | 4-0    | Mateusz Dubiłowicz (4-1)        | TKO (niezdolność do kontynuowania walki – kontuzja nogi) | 1     | 5:00 | Gladiator Arena 4                   | 08.12.2012 | Pyrzyce      |                                                                                  |
| Wygrana   | 3-0    | Dawid Potoczny (0-0)            | Poddanie (duszenie zza pleców)                           | 1     | 1:00 | IFC – Tsunami Tournament 4          | 27.06.2012 | Debrzno      |                                                                                  |
| Wygrana   | 2-0    | Maciej Magierski (0-0)          | Poddanie (duszenie trójkątne rękoma)                     | 1     | 1:55 | Gladiator Arena 3                   | 25.05.2012 | Pyrzyce      |                                                                                  |
| Wygrana   | 1-0    | Dawid Górnowicz (0-0)           | TKO (ciosy pięściami)                                    | 2     | 3:32 | IFC – Tsunami Tournament 3          | 02.12.2011 | Debrzno      | Debiut w MMA.                                                                    |